# Дніпро (станція метро, Дніпро)
«Дніпро́» — проєктована станція Центрально-Заводської лінії Дніпровського метрополітену. Інша проєктна назва станції — «Мандриківська».

## Розташування
Станція буде розташовуватися після станції «Історичний музей», що нині будується, в історичній місцевості «Мандриківка», на районі набережній Перемоги між Придніпровською державною академією фізичної культури і спорту та Селянським узвозом.
Однак, є й інший варіант: планується побудувати транспортний вузол для стикування станції «Дніпро», залізниці та міського автотранспорту поруч із зупинним пунктом «Проспектна», на початку проспекту Дмитра Яворницького, а не на набережній Перемоги, як це було спочатку. Також можливе будівництво транспортного вузла зі станцією «Дніпро» з її початковим проєктованим розташуванням, але поки що все це лише припущення і ясності з будівництвом станції «Дніпро» і її розташуванні на даний час немає. 
15 грудня 2016 року відбулася презентація проєкту стикування транспортних вузлів метрополітену, залізниці та міського автотранспорту. Для цього необхідно побудувати станцію метро в районі монумента «Вічна Слава».

## Перспективи
Передбачається, що після цієї станції, лінія піде уздовж Набережної Перемоги на південний схід Дніпра, до житлових масивів «Перемога».